# Saint-Pierre-de-Semilly
Saint-Pierre-de-Semilly är en kommun i departementet Manche i regionen Normandie i norra Frankrike. Kommunen ligger i kantonen Saint-Clair-sur-l'Elle som tillhör arrondissementet Saint-Lô. År 2022 hade Saint-Pierre-de-Semilly 428 invånare.

## Befolkningsutveckling
Antalet invånare i kommunen Saint-Pierre-de-Semilly
| Referens: INSEE |